# 路虎攬勝星脈
路虎攬勝星脈（Land Rover Range Rover Velar；/ˈvɛlər/）是路虎的一款緊湊型SUV，2017年3月1日在英國倫敦設計博物館面世，當年夏天上市。1969年第一代路虎曾使用過“Velar”一名。

## 設計

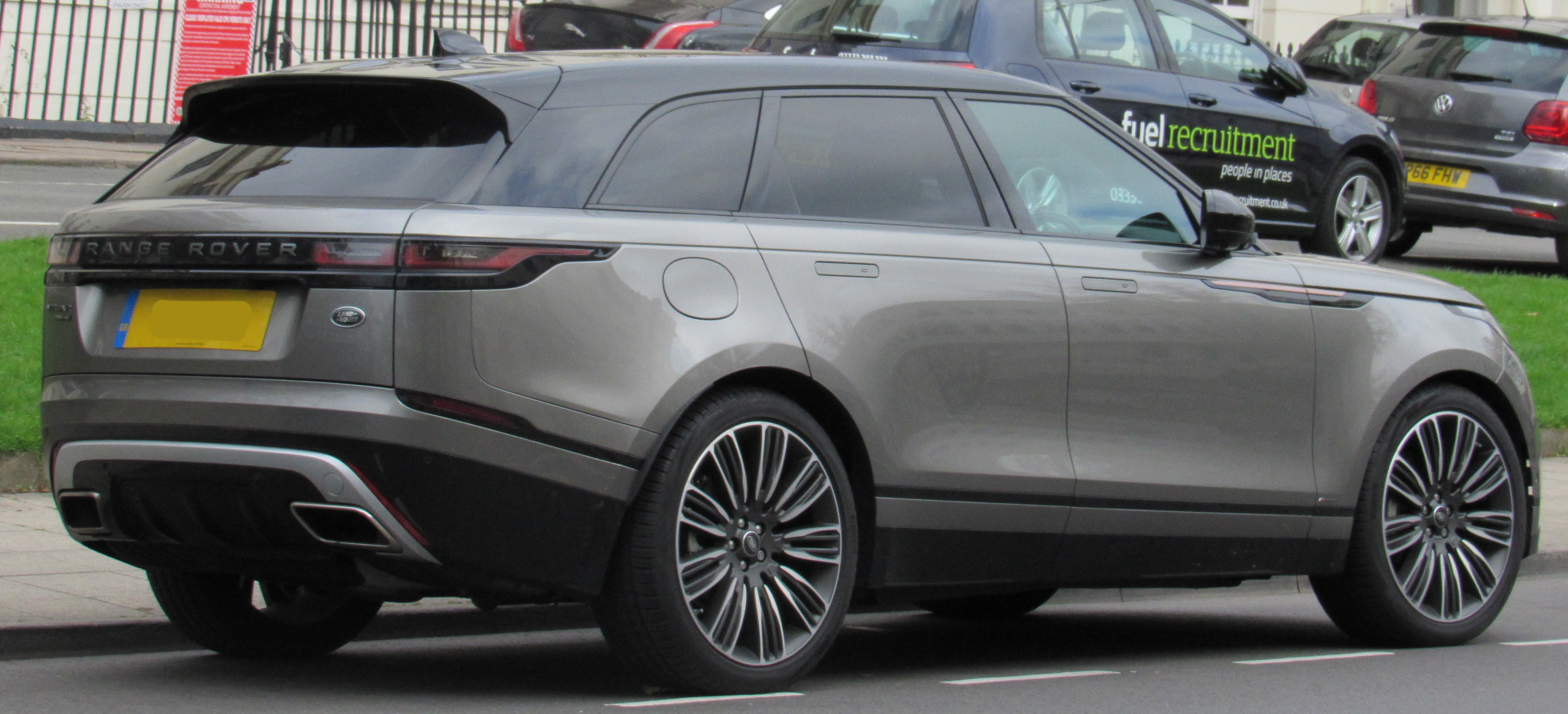
第一版的尾部

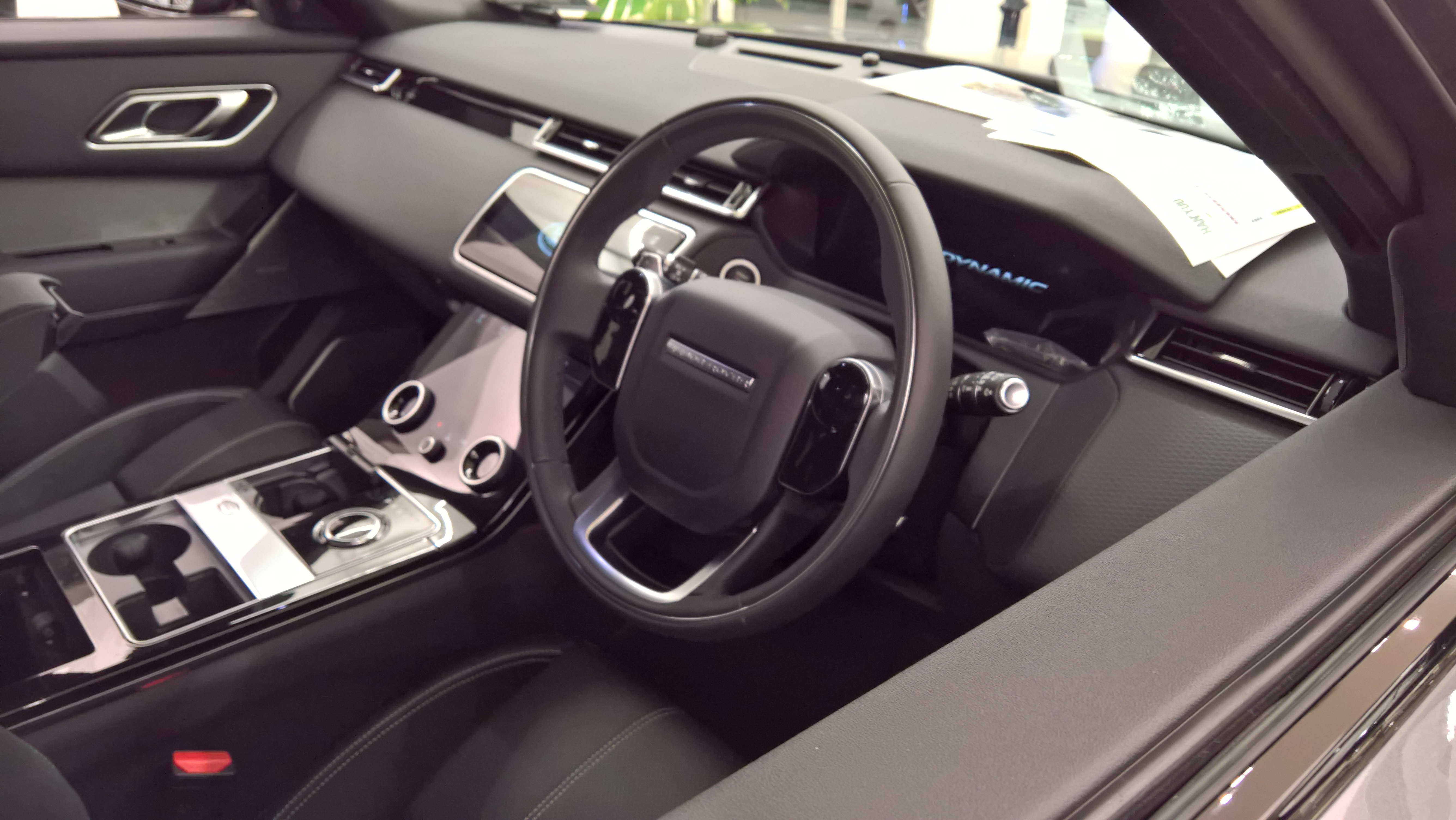
內飾

其設計注重在一般路面上的運動性能，車體呈流線型。內飾則參考捷豹I-PACE，座位比之前的其他路虎車型都要低。